# 대한민국 형사소송법 제161조
대한민국 형사소송법 제161조는 선서, 증언의 거부와 과태료에 대한 형사소송법의 조문이다.

## 조문
제161조(선서, 증언의 거부와 과태료) ① 증인이 정당한 이유없이 선서나 증언을 거부한 때에는 결정으로 50만원이하의 과태료에 처할 수 있다.  <개정 1973.1.25., 1995.12.29.>
②제1항의 결정에 대하여는 즉시항고를 할 수 있다.  <개정 1995.12.29.>

第161條(宣誓, 證言의 拒否와 過怠料) ① 證人이 正當한 理由없이 宣誓나 證言을 拒否한 때에는 決定으로 50萬원이하의 過怠料에 處할 수 있다.  <개정 1973.1.25., 1995.12.29.>
②第1項의 決定에 對하여는 卽時抗告를 할 수 있다.  <개정 1995.12.29.>

## 참고 문헌
- 손동권 신이철, 새로운 형사소송법(초판, 2013), 세창, 2013. ISBN 9788984114081